# Sant Miquel Vell
Sant Miquel Vell és una església al veïnat de Sant Miquel de Terradelles (Berguedà) inclosa a l'Inventari del Patrimoni Arquitectònic de Catalunya. Església romànica d'una sola nau, coberta amb volta de canó i coronada amb un absis semicircular al costat de llevant. L'absis és cobert amb quart d'esfera i les seves dimensions són considerables car gairebé presenta la mateixa amplària que la nau de l'església. Al centre té una finestra senzilla de doble esqueixada, coberta amb un arc de mig punt monolític i ornada amb relleus en forma de trena. Al mur de ponent hi ha la porta d'entrada, moderna, sobre la qual hi ha una finestra d'arc de mig punt adovellat. El campanar d'espadanya, com la porta, és molt transformat. A cada costat de la capçalera, com si fos un creuer, hi ha un parell d'arcs, els quals s'insinuen a l'exterior per un sortint dels murs, al final de la nau. L'aparell és de blocs grossos ben polits i col·locats a trencapunt. Els murs de llevant i ponent s'aixequen sobre el nivell de la teulada.
Les primeres notícies sobre l'església de Sant Miquel daten de l'any 1011, referides a l'existència d'un nucli de població i a la construcció de l'església. Aquest edifici fou renovat al segle xii, abans del 1152 i, era parròquia independent, considerada com a filial de Gaià (Bages). Al segle xiv i a causa de la disminució de població del lloc, perdé el caràcter de parròquia i passà a ser sufragània. Al segle xvii i amb el consegüent augment de població, l'església fou modificada; s'obrí la porta al mur de ponent (1672), es cobrí el campanar d'espadanya i s'enguixà l'interior, etc. L'any 1838 fou tapiat l'absis, el qual restà com a sagristia.
Una església nova i una rectoria foren acabades l'any 1887. Des d'aleshores l'església romànica fou abandonada. Fins als anys 70 fou magatzem de la masia veïna. L'any 1970 començaren les primeres obres de neteja de l'església de Sant Miquel i l'any 1979 es consolidà la teulada. El mateix any la parròquia sol·licità a la Diputació de Barcelona la col·laboració en les obres de restauració, acabades l'any 1982. Simultàniament a les obres de restauració s'ha condicionat al culte. A l'altar s'hi ha col·locat una imatge de Sant Miquel, obra de l'escultor Emili Colom, oferta per la diputació de Barcelona.